# Nicolás Isasi
Nicolás Isasi (La Plata, Buenos Aires, en Argentine, 1987) est un réalisateur argentin de cinéma et d'opéra, metteur en scène, musicien, critique d'art et professeur. Il est connu pour avoir atteint le Top Ten mondial du concours international NANO OPERA pour jeunes réalisateurs d'opéra et pour avoir été l'un des artistes sélectionnés pour le symposium PQ 2024: Technologies in Theatre, Performance and Exhibition Design, organisé par la Quadriennale de Prague de la performance et du design d'espace. Son film Out Of Mind a été projeté dans plus de 30 festivals de cinéma internationaux.

## Biographie
Il a commencé à étudier le saxophone à l'âge de dix ans au Conservatoire de musique Gilardo Gilardi, créé par le compositeur Alberto Ginastera, avec le professeur Luis Galfetti. Il y donne ses premiers concerts avec des amis et rejoint peu après l'orchestre à vent du conservatoire. Il s'est intéressé au cinéma dès son plus jeune âge. Pendant son adolescence, il assiste régulièrement au Match d'improvisation organisé par la Ligue d'improvisation de La Plata à El Galpón de la Comedia, prenant même des cours avec Cabe Mallo à La Fabriquera.

## Premiers projets en tant que réalisateur
À l'âge de 17 ans, il réalise son premier court métrage intitulé Juntos, dirigeant l'acteur colombien Juan Sebastián Mogollón comme protagoniste. Au cours des années suivantes, il développe divers projets expérimentaux et ses premières œuvres de fiction et d'animation avec d'autres étudiants dans le cadre universitaire et de manière indépendante. Son premier court métrage d'animation, Paseo en el Bosque, a participé au festival Hojas en blanco au Centre Culturel Pasaje Dardo Rocha de La Plata. Durant cette période, il réalise également ses premières collaborations en tant que directeur artistique et assistant réalisateur. Son court métrage Intersection est une œuvre introspective qui, sur un ton de mystère et de suspense, parle du lien entre la vie et la mort. Tourné à l'âge de 20 ans dans la maison d'Eric Alport Puleston et au Musée des sciences naturelles de La Plata, il s'agit de sa première œuvre en 16 mm projetée à l'étranger, participant au FENACO, Festival international du film de Cuzco.

## Débuts à l'opéra
Bien qu'il soit lié au monde de la musique depuis son enfance, à l'âge de 20 ans, il commence à travailler pour Juventus Lyrica au Théâtre Avenida de Buenos Aires dans différents opéras, zarzuelas et opérettes. En 2012, pendant ses études d'opéra au Teatro Colón, la mezzo-soprano Marta Blanco l'a convoqué pour diriger son premier opéra, Les Noces de Figaro de Wolfgang Amadeus Mozart, pour Opera Joven. Il a ensuite dirigé Bastián y Bastiana et Apollo et Hyacinthus, également de Mozart, et La Cantante de Joseph Haydn au Teatro Coliseo Podestá. Opera Worlda sauvé les mots d'Isasi avant la première de cette production:

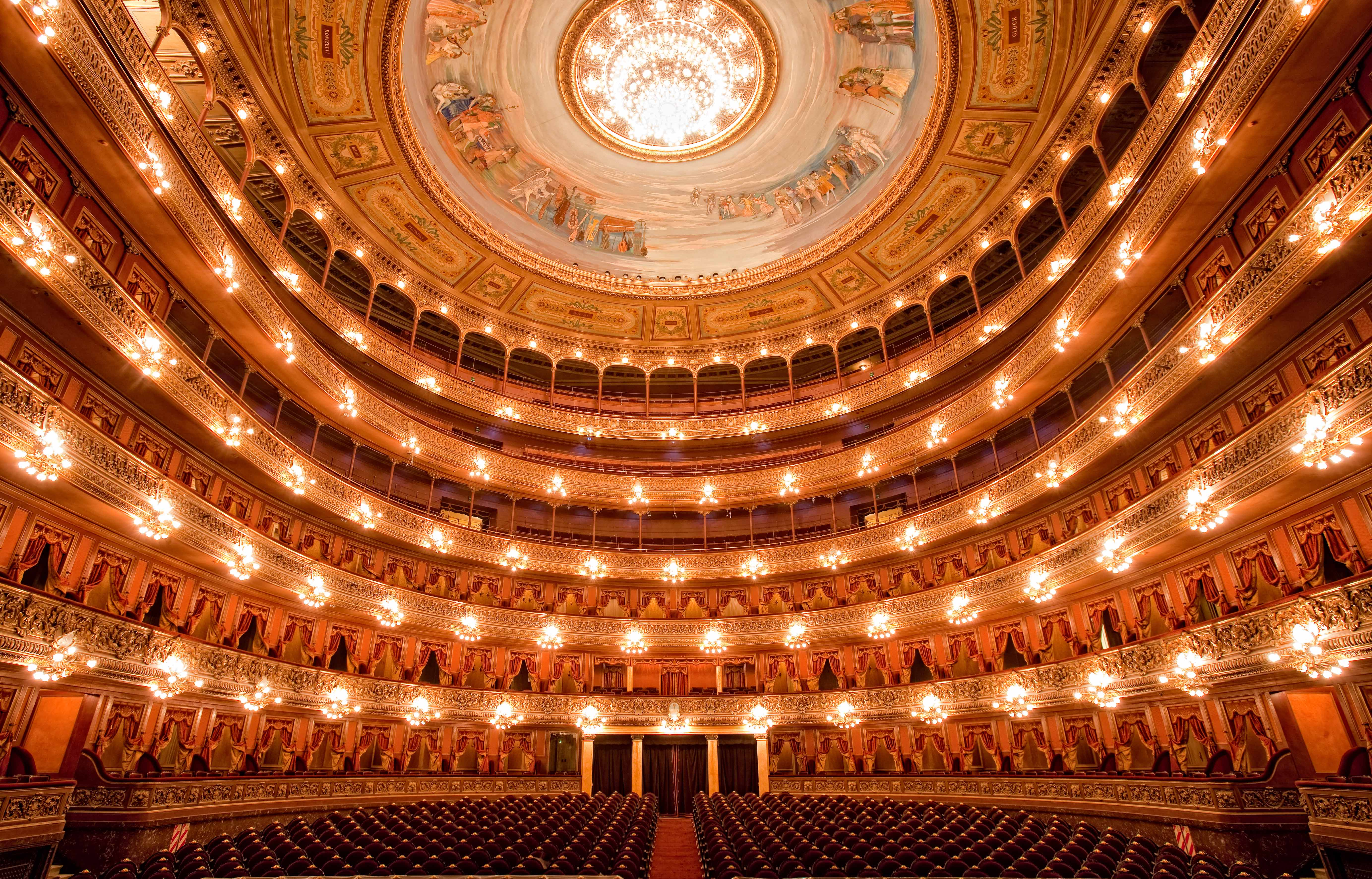
Théâtre Colón de Buenos Aires, où Nicolás Isasi a étudié sa carrière d'opéra.

« J'ai décidé de situer l'œuvre dans l'entre-deux-guerres à l'occasion du 100e anniversaire de la Première Guerre mondiale, en hommage à tous les musiciens et chanteurs qui ont donné leur art pour survivre. »

— Nicolás Isasi, La Plata, 2014

## Carrière
Entre 2007 et 2013, il a travaillé comme assistant aux décors et aux costumes avec Ponchi Morpurgo et Elizabeth Tarasewics dans les opéras Rigoletto, Roméo et Jiuliette, The Merry Widow, Manon Lescaut, Il Trovatore, Tosca, Madama Butterfly, Doña Francisquita, L'Enfant et les sortilèges, La hora española, Le mariage di Figaro, La vieille fille et le voleur, Cosi fan tutte, Die Fledermaus, Don Giovanni, Amelia al ballo, Les Pêcheurs de Perles, L'amico Fritz, Cavalleria Rusticana et La Flûte enchantée pour la Juventus Lyrica au Teatro Avenida de Buenos Aires. En 2012, alors qu'il étudie l'opéra au Teatro Colón, Isasi met en scène sa première production d'opéra pour la compagnie Opera Joven. En tant que directeur d'opéra, il a présenté Bastien und Bastienne, Apollo et Hyacinthus et Les mariage di Figaro de Wolfgang Amadeus Mozart, La Cantante de Joseph Haydn, Cavalleria Rusticana de Pietro Mascagni et Die Fledermaus de Johann Strauss II.
Nicolás Isasi a été l'un des organisateurs du First Ragtime Festival en Argentine, où de grands musiciens de ragtime américains tels que Bryan Wright, Brian Holland et Danny Coots ont joué au Centro Cultural Recoleta de Buenos Aires. Depuis 2016, il travaille comme assistant metteur en scène du metteur en scène polonais Michał Znaniecki dans divers projets lyriques, théâtraux et musicaux en Argentine, en Pologne (Varsovie, Chozow, Cracovie et Szczecin) et en Italie (au Teatro San Carlo à Naples),. En 2019, il a été demi-finaliste (World Top Ten) du Concours international NANO OPERA pour jeunes réalisateurs d'opéra organisé par le Théâtre Helikon de Russie (Moscou). 

### Out of Mind
Out Of Mind, son dernier film sur la pandémie, créé en Angleterre, a reçu le prix du meilleur film expérimental au Indie Online Film Festival, le prix spécial du jury du meilleur acteur pour Andy Coast au Europe Film Festival, le prix pour la meilleure composition musicale pour le pianiste et compositeur italien Matteo Ramon Arevalos au Tamilnadu International Film Fest, le prix du meilleur acteur pour Andy Coast et le meilleur scénario pour Angela Gentile au Sittannavasal International Film Festival et deux mentions honorables au Bloomington Indiana Film Festival et au Cefalù Film Festival (Sicile),,.L'écrivaine et enseignante Angela Gentile, poète invitée à la rencontre ibéro-américaine pour le 800e anniversaire de l'Université de Salamanque, a commenté ce prix dans une interview:

« Nicolás Isasi, un jeune homme talentueux de La Plata, réalisateur, metteur en scène d'opéra et musicien, a eu la gentillesse de me convoquer. Un vote de confiance dans mes poèmes. Les mots sont incroyablement libres et permettent de les parcourir pour qu'ils se rencontrent et s'adaptent aux images. Un assemblage de sens était le processus, une liberté absolue. »

— (Angela Gentile, Contarte Cultura)
Out of Mind a également été projeté dans plus de 30 festivals de cinéma internationaux en Italie, en Inde, en Hongrie, en Allemagne, en Suède, au Portugal, au Brésil, aux États-Unis, au Canada, au Japon, en Argentine et à la Biennale de Valence en Espagne,,,.

### Débuts européens
Le Palais de Mateus a annoncé en 2023 les débuts européens de Nicolás Isasi en tant que metteur en scène d'opéra dans l'événement le plus important de la programmation de la XXXIe édition des Rencontres musicales internationales del Palais de Mateus au Portugal. La première a présenté une distribution internationale marquant le retour de l'opéra As damas Trocadas (1797) du compositeur Marcos Portugal pour la première fois avec des instruments d'époque et dans une version portugaise avec l'Orchestre Baroque Mateus au Teatro de Vila Real.
Le journal Clarín soulignz la relation unique avec Jorge Luis Borges dans son article intitulé «Un jeune directeur d'opéra argentin, en relation avec Borges, premières au Portugal»:

« Les premières esquisses de cette performance ont émergé dans les jardins du Palais Mateus à Vila Real. Entre musique et promenades, les concepts de labyrinthe, de miroir et de cerveau ont commencé à se renforcer, ce qui était fondamental pour la réalisation de la proposition visuelle. Ces idées incarnées dans des photographies, des dessins et des marques spatiales imaginaires ont été transférées sur d'autres plans, tant dans la scénographie que dans les projections animées (...) Au cours du processus de travail qui a alterné entre Vila Real et Lisbonne, j'ai découvert que Jorge Luis Borges est d'origine portugaise. Son arrière-grand-père Francisco (vers 1770) a vécu à Torre de Moncorvo, située dans le nord du Portugal, avant d'émigrer en Argentine. Et cette ville se trouve à une heure de Vila Real, où nous jouerons la première d'As Damas Trocadas. Cette nouvelle production de Marcos Portugal à Vila Real avec des instruments d'époque et dans une version portugaise, est une manière de préserver l'héritage musical de Marcos Portugal et, d'autre part, rend hommage à notre plus grand écrivain »

— Diario Clarín
L'étape la plus positive du programme, selon la Fondation, est la première de l'opéra baroque «As Damas Troadas ou o Diabo a Quatro» de Marcos Portugal, dans le cadre de ses rencontres musicales d'été. Le processus de création a eu lieu dans le palais, qui est un monument national portugais depuis 1910. Ce nouveau projet, selon Jorge Luis Borges, « a eu l'approbation de María Kodama Schweizer, veuve de l'emblème de la littérature argentine. ». Les documents de cette nouvelle coproduction du Teatro de Vila Real et de la Fundação Casa de Mateus sont basés sur ceux de Rio de Janeiro,. 

« Pour le réalisateur argentin Nicolás Isasi, le projet était "un défi très intéressant et important". C'est, a-t-il souligné, la première fois qu'il met en scène un opéra en portugais. »

— Cultura Ao Minuto
Le musicologue David Cramer, spécialiste de l'œuvre de Marcos Portugal, présent le jour de la première où il a donné une conférence sur le compositeur, a écrit l'article «Les dames échangées – contexte, réception et renaissance» dans lequel il a sauvé une partie de le succès qu'a eu l'opéra à son époque. Dans le journal de musique et de pensée mundoclasico.com, une revue intitulée «Une utopie cosmopolite», qui est restée pendant plus d'une semaine la plus lue du classement, a écrit sur la scénographie et la mise en scène de Nicolás Isasi en considérant que:

« Le résultat plastique était non seulement heureux et beau, mais comblait également l'union souhaitée entre la musique de Marcos Portugal et l'écriture de Borges « reflétée de fenêtre en fenêtre et multipliée dans ces jardins aux sentiers bifurqués ». La mise en scène respectait les codes traditionnels de la farce, sans concessions aux archaïsmes vraisemblablement historicistes ni aux mises à jour de la comédie cinématographique actuelle, mais agréablement parsemée de clins d'œil aux films muets. »

— Mundoclasico, 11 août 2023

Il travaille comme directeur de l'opéra Aci, Galatea e Polifemo de Georg Friedrich Händel au Portugal,.

## Paysages pour la liberté
Il fait partie des artistes sélectionnés pour le Projeto Libertinagem organisé par Ala d'artistas. Son projet Paysages pour la liberté faisait partie de ceux sélectionnés. Pendant trois mois, avec l'aide de quatre professionnels des arts, les artistes sélectionnés, inconnus les uns des autres, ont développé différents projets liés à l'écriture créative, à la photographie, à l'audiovisuel, à la musique, à la composition, au théâtre et à la performance. Les œuvres terminées ont été présentées lors d'un événement organisé avec les artistes à Mira de Aire. 
En raison de son message de paix, l'un des thèmes de la 9e édition du Festival international du film des droits de l'homme de Tunis, Landscapes for Freedom a été sélectionné pour le Human Screen Festival, membre du Human Rights Film Network, et constitue la première œuvre d'Isasi à être projetée en Afrique,. Ce festival vise à promouvoir la culture des droits de l'homme en Tunisie par le biais du cinéma local et international.

## Quadriennale de Prague
Il est un des artistes sélectionnés pour le symposium PQ 2024: Technologies in Theatre, Performance and Exhibition Design, organisé par la Quadriennale de Prague de la performance et du design d'espace,. Après avoir été le seul Latino-Américain à atteindre les demi-finales du 4e concours international Nano Opera pour les jeunes metteurs en scène d'opéra, Nicolás Isasi a travaillé sur un nouveau projet d'opéra dans lequel il a tenté de citer Jorge Luis Borges et qui a été approuvé par María Kodama, veuve de l'emblématique écrivain argentin,. 
Le projet scénographique créé par Nicolás Isasi pour l'opéra Les femmes changées (1797), qui traite de l'idée du labyrinthe et de la relation entre Marcos Portugal et Jorge Luis Borges, a été sélectionné parmi des milliers de propositions du monde entier pour présenter son projet au symposium de la Quadriennale de Prague en République tchèque.

## Professeur
Pendant plus d'une décennie, il a occupé le poste de professeur non seulement à l'Université du Cinéma, sous la direction des scénographes et costumiers argentins Ponchi Morpurgo et Eduardo Lerchundi, mais aussi au Laboratoire de Scénographie,. Dans les écoles secondaires, il participe aux sous-commissions pour les examens d'État finaux du premier cycle de l'enseignement. Ses élèves de musique ont remporté le Premier Prix National de Musique au Festival Shakespeare en la Escuela, parrainé par l'Ambassade britannique à Buenos Aires, avec une pièce inspirée de la musique de la Renaissance basée sur Roméo et Juliette de William Shakespeare.
En 2021, avec le professeur Jorge Troisi Melean, il a dirigé le cycle Opera e Storia II: Italia e Spagna, consacré à l'histoire de l'opéra italien, pour la Fondation Ortega y Gasset,. À l'occasion du 700e anniversaire de la mort du poète italien Dante Alighieri, il a été invité par l'Association Dante Alighieri de la ville de La Plata à donner une courte conférence sur La musique au temps de Dante.
En 2025, il a été sélectionné pour participer au 3e Congrès international de l'AHAS sur l'histoire, l'archéologie, le patrimoine culturel et la communication à Sabrosa, où il a présenté son œuvre Cinema e Poesia, dal Patrimonio Rurale al Museo, présentant un aperçu de ses prochaines œuvres cinématographiques,.
La même année, Isasi participa au Congrès international Florencio Sánchez, organisé à l'occasion du 150e anniversaire de la naissance du dramaturge uruguayen, organisé par l'Académie argentine des lettres en collaboration avec l'Institut des arts du spectacle Dr. Raúl H. Castagnino de la Faculté de philosophie et de lettres de l'Université de Buenos Aires, avec la participation spéciale de l'Académie nationale des lettres d'Uruguay. Sa conférence, intitulée « Le théâtre du Río de la Plata au cinéma », reflétait une partie de la symbiose théâtrale et cinématographique qui s'étendait du cirque et du théâtre créole au monde du cinéma.

## Filmographie
| Année | Titre                      | Réalisateur | Scénariste | Art | Assistant réalisateur |
| ----- | -------------------------- | ----------- | ---------- | --- | --------------------- |
| 2005  | Juntos                     | Oui         | Oui        | Oui | Oui                   |
| 2005  | El Silencio                | Oui         | Oui        |     |                       |
| 2005  | Vecinos                    | Oui         | Oui        |     |                       |
| 2005  | La mujer del piano         | Oui         | Oui        |     |                       |
| 2006  | Tentaciones                |             |            |     | Oui                   |
| 2006  | Cambalache                 |             |            |     | Oui                   |
| 2007  | El árbol                   | Oui         | Oui        |     |                       |
| 2007  | Doctor's Jazz Band         | Oui         | Oui        |     |                       |
| 2007  | Noche                      |             |            |     | Oui                   |
| 2007  | Mientras Inglaterra Duerme |             |            |     | Oui                   |
| 2007  | La arena                   |             |            | Oui |                       |
| 2007  | El eslabón fallido         |             |            |     | Oui                   |
| 2007  | Paseo por el bosque        | Oui         | Oui        | Oui |                       |
| 2008  | Intersección               | Oui         | Oui        |     |                       |
| 2008  | Isósceles                  |             |            | Oui | Oui                   |
| 2008  | Los extranjeros            |             |            |     | Oui                   |
| 2008  | De tres cuerpos            |             |            |     | Oui                   |
| 2008  | Impunidad                  |             |            |     | Oui                   |
| 2009  | Fantasma de Buenos Aires   |             |            | Oui |                       |
| 2010  | Las veinte primaveras      |             |            |     | Oui                   |
| 2010  | El teatro de Howell        |             |            |     | Oui                   |
| 2011  | graFEETi                   | Oui         |            | Oui |                       |
| 2013  | Mi nombre es Arturo        |             |            | Oui |                       |
| 2014  | The Awakening              |             |            | Oui |                       |
| 2015  | Perdidos en la ciudad      |             |            | Oui |                       |
| 2021  | OUT OF MIND                | Oui         |            | Oui |                       |
| 2024  | Gala & Kiwi                |             |            | Oui |                       |
| 2024  | Paysages pour la liberté   | Oui         |            |     |                       |

## Opéra
| Année | Titre                      | Réalisateur | Scénographe | Assist. réalisateur | Assist. Garde-robe | Assist. Production |
| 2007  | Rigoletto                  |             |             |                     | Oui                |                    |
| 2007  | Madama Butterfly           |             |             |                     | Oui                |                    |
| 2007  | L'Enfant et les sortilèges |             |             |                     | Oui                |                    |
| 2007  | Doña Francisquita          |             |             |                     | Oui                |                    |
| 2007  | L'Heure espagnole          |             |             |                     | Oui                |                    |
| 2008  | Roméo et Juliette          |             |             |                     | Oui                |                    |
| 2008  | Le nozze di Figaro         |             |             |                     | Oui                |                    |
| 2008  | Il barbere di Siviglia     |             |             |                     | Oui                |                    |
| 2009  | La Veuve joyeuse           |             |             |                     | Oui                |                    |
| 2009  | La solterona y el ladrón   |             |             |                     | Oui                |                    |
| 2009  | Amelia al ballo            |             |             |                     | Oui                |                    |
| 2009  | La Veuve joyeuse           |             |             |                     | Oui                |                    |
| 2010  | Manon Lescaut              |             |             |                     | Oui                |                    |
| 2010  | Così fan tutte             |             |             |                     | Oui                |                    |
| 2011  | Gianni Schicchi            |             |             | Oui                 |                    |                    |
| 2011  | Die Fledermaus             |             |             |                     | Oui                |                    |
| 2011  | Les Pêcheurs de perles     |             |             |                     | Oui                |                    |
| 2011  | Il trovatore               |             |             |                     | Oui                |                    |
| 2012  | Le nozze di Figaro         | Oui         |             |                     |                    |                    |
| 2012  | The Bohemian Girl          |             |             |                     |                    | Oui                |
| 2012  | Trouble in Tahiti          |             |             | Oui                 |                    |                    |
| 2012  | Tosca                      |             |             |                     | Oui                |                    |
| 2012  | Don Giovanni               |             |             |                     | Oui                |                    |
| 2012  | L'amico Fritz              |             |             |                     | Oui                |                    |
| 2012  | Cavalleria Rusticana       |             |             |                     | Oui                |                    |
| 2013  | La Flûte enchantée         |             |             |                     | Oui                |                    |
| 2013  | L'Enfant et les sortilèges |             |             | Oui                 |                    |                    |
| 2013  | Bastien und Bastienne      | Oui         | Oui         |                     |                    | Oui                |
| 2013  | Treemonisha                | Oui         | Oui         |                     | Oui                | Oui                |
| 2013  | Apollo et Hyacinthus       | Oui         |             |                     |                    | Oui                |
| 2014  | Porgy and Bess             |             |             |                     |                    | Oui                |
| 2014  | Luisa Fernanda             |             |             |                     |                    | Oui                |
| 2014  | La canterina               | Oui         |             |                     |                    | Oui                |
| 2014  | Cavalleria Rusticana       | Oui         | Oui         |                     |                    | Oui                |
| 2015  | Die Fledermaus             | Oui         |             |                     |                    | Oui                |
| 2017  | Il viaggio d’Ulise         |             |             | Oui                 | Oui                | Oui                |
| 2017  | Les Contes d'Hoffmann      |             |             | Oui                 |                    |                    |
| 2017  | Il trovatore               |             |             | Oui                 |                    |                    |
| 2017  | Pagliacci                  |             |             | Oui                 |                    |                    |
| 2018  | Los hilos de Ariadna       |             |             | Oui                 | Oui                | Oui                |
| 2019  | Flis                       |             |             | Oui                 | Oui                | Oui                |
| 2020  | María de Buenos Aires      |             |             | Oui                 |                    |                    |
| 2023  | Tosca                      |             |             | Oui                 |                    |                    |
| 2023  | Le donne cambiate          | Oui         | Oui         |                     |                    |                    |
| 2024  | Aci, Galatea e Polifemo    | Oui         | Oui         |                     |                    |                    |

## Théâtre
| Année     | Titre                    | Assistant réalisateur | Assistant scénographe | Multimédia | Dramaturge |
| --------- | ------------------------ | --------------------- | --------------------- | ---------- | ---------- |
| 2011-2012 | La Cantatrice chauve     | Oui                   |                       |            |            |
| 2012-2013 | Gala Veneciana           | Oui                   |                       |            |            |
| 2013-2015 | Más allá de esas sierras | Oui                   | Oui                   |            |            |
| 2017-2019 | Piso 35                  |                       | Oui                   | Oui        |            |
| 2018      | Les fils d'Ariane        | Oui                   | Oui                   |            |            |
| 2018      | El casamiento            | Oui                   | Oui                   |            |            |
| 2021      | Dante 700                |                       |                       | Oui        |            |
| 2014-2021 | El huérfano feliz        |                       |                       | Oui        |            |
| 2022      | Ni un taxi               |                       |                       |            | Oui        |
| 2024      | Dom Garcia               | Oui                   |                       |            |            |

## Distinctions
- Artiste sélectionné par la Quadriennale de Prague pour le PQ 2024: Technologies in Theatre, Performance and Exhibition Design, organisé à Prague, République tchèque[1].
- Toutes les nominations, mentions et récompenses de OUT OF MIND (es) dans les festivals de cinéma internationaux (2021-2024).
- Distinction de Ala d'Artistas dans Projeto Libertinagem pour Landscapes for Freedom à Mira de Aire, Portugal (2023)[38].
- En 2019, il est classé, par le NANO OPERA, dans leur classement des 10 réalisateurs les plus importants au monde organisé par le Théâtre Helikon à Moscou, Russie (2019)[16].
- Diplôme délivré par Nostos en tant qu'intervenant au Premier Festival International de Théâtre Grec-Argentin organisé par l'Ambassade de Grèce. Buenos Aires, Argentine (2019)[54].
- Premier prix national de musique au Festival Shakespeare parrainé par l'ambassade de Grande-Bretagne à Buenos Aires (2016).
- Participant aux 44èmes Rencontres Internationales de Musiques Contemporaines avec l'opéra Trouble in Tahiti de Leonard Bernstein au Conseil Professionnel des Sciences Economiques. Buenos Aires, Argentine (2012)[55].
- Artiste boursier d'Ibermedia pour réaliser le séminaire de direction d'acteurs EICTV au Centre d'études cinématographiques des îles Canaries (CECAN) à Tenerife, Espagne (2011).
- Diplôme décerné par Ser Griegos en reconnaissance de sa précieuse contribution à l'interprétation du cinéma grec (2011).
- Prix Fort Barragan, Province de Buenos Aires (2006).